# レッドブル (企業)
レッドブル（Red Bull GmbH、ドイツ語発音: [ʁɛt ˈbʊl]）は、エナジードリンク「レッドブル」のシリーズで知られるオーストリアの企業である。また、さまざまなスポーツイベントやチームのスポンサーとしても知られている。本社は、オーストリアのフシュル・アム・ゼーにある。レッドブルはもともとタイで開発され、1976年にはクラティンデーンと呼ばれていた。

## 歴史
オーストリアの企業家ディートリヒ・マテシッツとタイの実業家チャリアオ・ユーウィッタヤーが1984年にレッドブル社を設立した。マテシッツは、1982年にドイツのBlendax社（後にプロクター・アンド・ギャンブルが買収）に勤務していた際、タイを訪れてTC Pharmaceutical社のオーナーであるチャリアオと出会った。マテシッツは、1970年代にチャリアオの会社が開発したエナジードリンク「クラティンデーン」が時差ぼけを解消してくれることを知った。このときの契約では、2人はそれぞれ50万ドルを出資してレッドブル社を設立。その見返りとして、両社はそれぞれ会社の49%の株式を取得し、残りの2%の株式はチャリアオの息子であるチャルームが取得することになっていた。また、マテシッツが会社を経営することにも合意していた。
1984年から1987年にかけて、レッドブル社はKrating Daengの製法をヨーロッパ人の嗜好に合うように、炭酸を入れて甘さを抑えたものに変更した。1987年、レッドブル社は「レッドブル」という名前でオーストリアで販売を開始し、オーストリアでは、若い社会人をターゲットにしたマーケティングで大成功を収めた。1990年代初頭にはヨーロッパ全土に拡大し、1997年にはアメリカ市場にも進出し、1年で市場の75％を獲得した。 レッドブルの創業者たちの資産は会社の成功とともに増加し、2012年3月にはチャリアオとマテシッツの両氏の純資産はそれぞれ53億ドル以上と推定されている。 171か国以上に販売を拡大し、2012年にはレッドブルを52億缶販売し、世界で最も消費されたエナジードリンクとなった。

## 宣伝手法
当初、レッドブルはバイラル広告を狙って、大学生に無料でケースを配布した。この戦略は大成功を収め、売上は急速に拡大していった。その後、レッドブルは、スポーツやエンターテインメントをベースにしたさまざまな広告キャンペーンを通じて、都会の若い社会人をターゲットにした洗練されたマーケティングで知られるようになった。現在のモットーである「レッドブル翼をさずける（Red Bull Gives You Wings）」は、この飲料の刺激的な特性をそのまま表している。

## スポンサーシップ

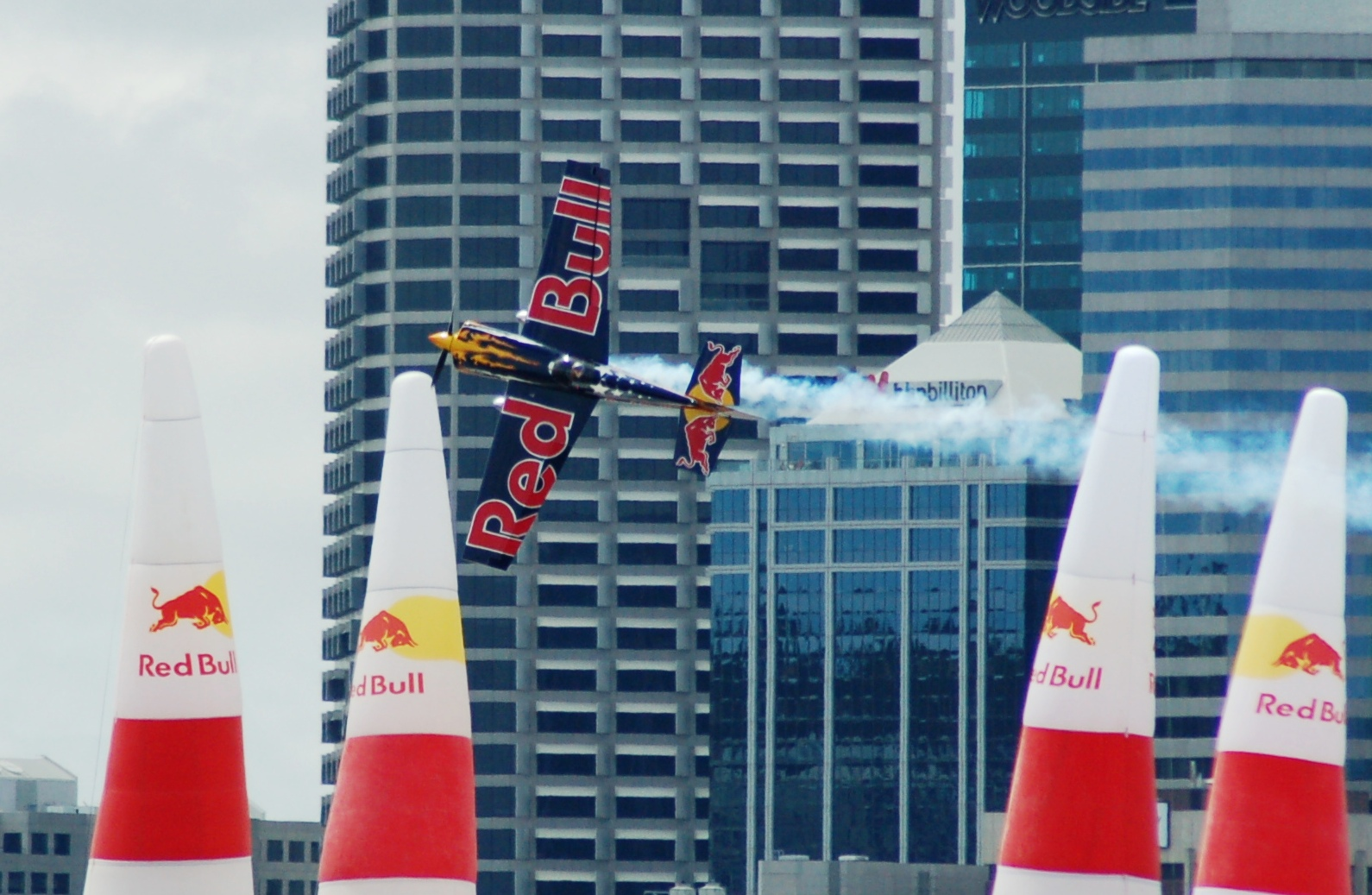
レッドブル・エアレース・ワールドシリーズに参戦するカービー・チャンブリス

最初のバイラルキャンペーン以来、レッドブルは、飛込競技、BMX、スキー、ダウンヒルやスケートボードなどのエクストリームスポーツのイベントのスポンサーを務めてきた。1990年代には、レッドブルは1996年にオリンピックで金メダルを獲得したボート競技選手のゼノ・ミュラーのスポンサーとなった。
また、Red Bull Flugtag、ソープボックスダービーのオリジナル版、レッドブル・ボックスカート・レース、冬のエクストリームスポーツイベント、アイスクロス・ダウンヒルの世界ツアーの、レッドブル・クラッシュドアイスなどを所有し開催。アーティストにレッドブルの缶を使った作品を依頼する国際的なアートコンペティションのRed Bull Art of the Can Competitionなどの大会を主催している。
また、サイバーアスリート・プロフェッショナル・リーグのスポンサーを務めていた。かつては独自のエアレースイベント「レッドブル・エアレース・ワールドチャンピオンシップ」を主催していたが、2019年に最終シーズンを迎えた。

### モータースポーツ
レッドブルはモータースポーツの世界で多くのスポンサー活動を行っており、その原点は1989年にオーストリア出身のF1ドライバー、ゲルハルト・ベルガーをレッドブル・スポンサードアスリートとして支援することから開始された。オーストラリアのV8スーパーカーでは888レースチーム、ドイツツーリングカー選手権（DTM）では、アプト・アウディ・チーム、ダカール・ラリーではKAMAZ Master、フォルクスワーゲン・トゥアレグ・チーム、プジョー・スポール。世界ラリー選手権のシトロエン、フォルクスワーゲン、Mスポーツ・フォード、シュコダ、世界ツーリングカー選手権のセアト、チャンプカーのニール・ジャニとPKVレーシング、フォーミュラDのリース・ミレンのポンティアック、レッドブル・レーシングのチーム代表、クリスチャン・ホーナーが所有するチーム、アーデン・インターナショナル。日本ではSUPER GT、スーパーフォーミュラのチーム無限のスポンサーだった。またレッドブルはこれまで、ザウバー(1995-2004)とアロウズ(2001-2003)のF1チーム、IRLのレッドブル・チーバー・レーシングのスポンサーおよび共同オーナーを務めた。

モーターサイクルレースシリーズでは、1997年から2001年までロードレース世界選手権(WGP)のWCMヤマハチームのメインスポンサーをはじめ、以後ブリティッシュスーパーバイク選手権（BSB）のレッドブル・ホンダチームとHMプラント・レッドブル・ホンダチーム、KTMのワークスチームのスポンサーとして存在感を示してきた。

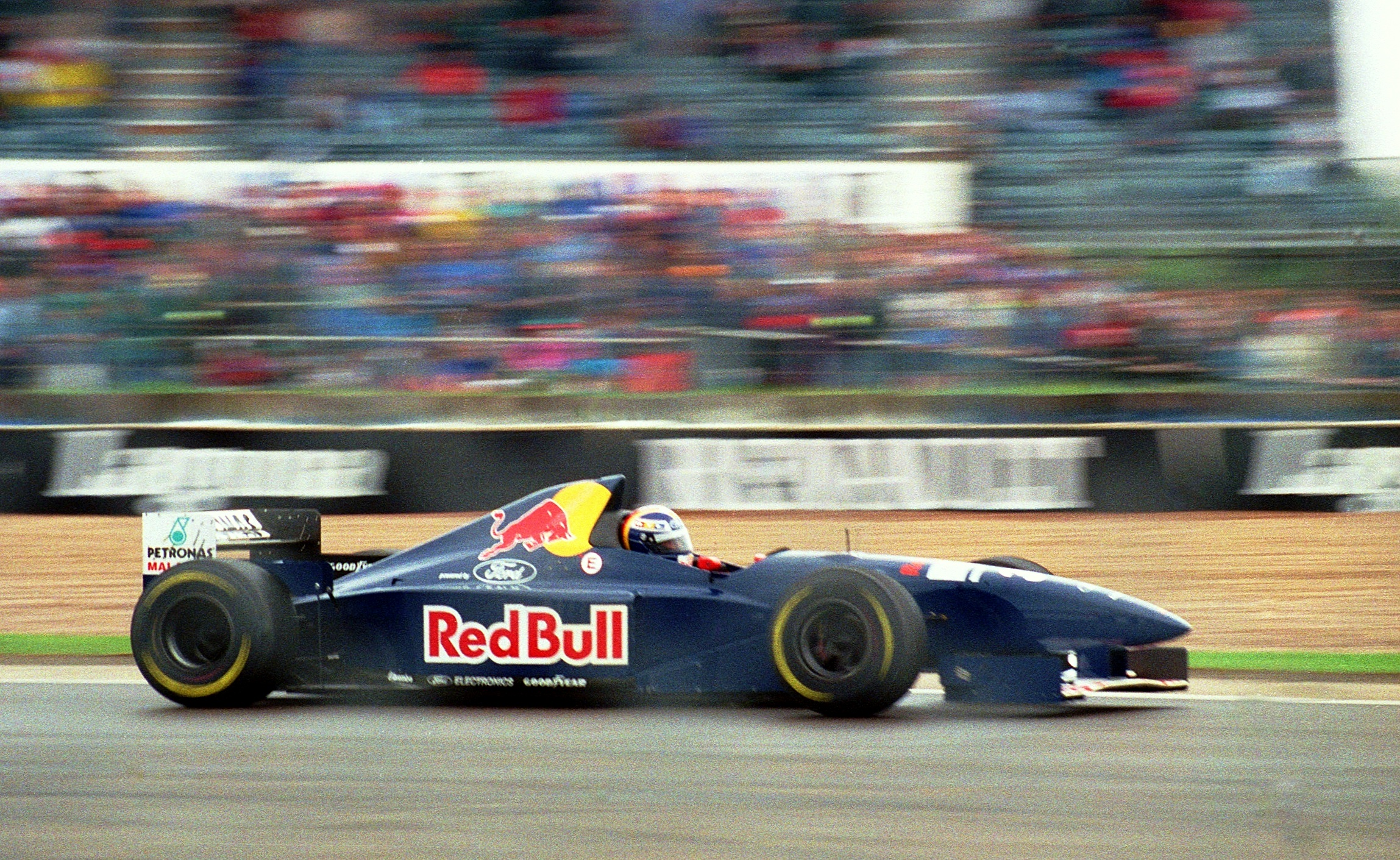
ザウバー・C14（1995年）
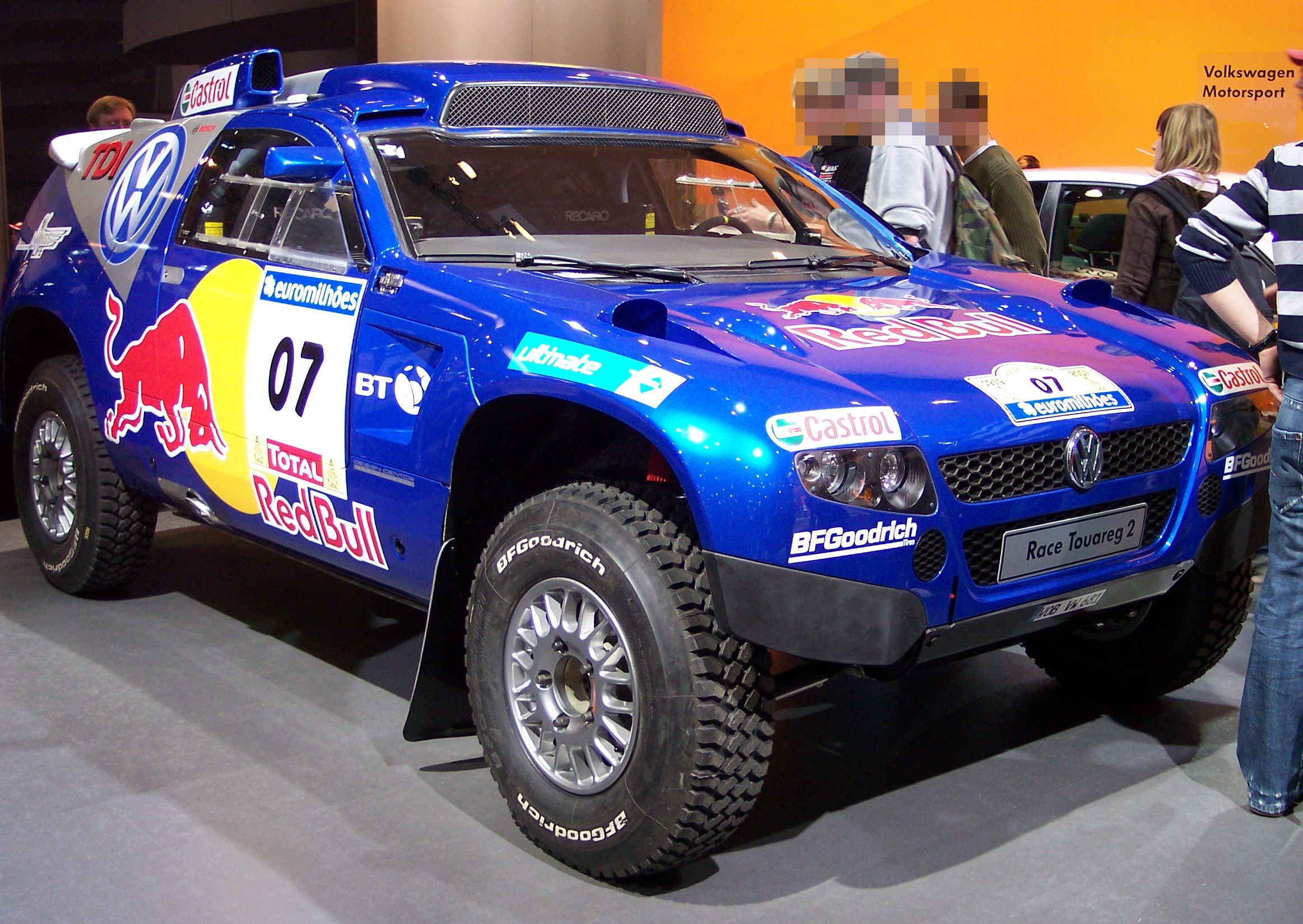
フォルクスワーゲン・レーストゥアレグ（2006年）
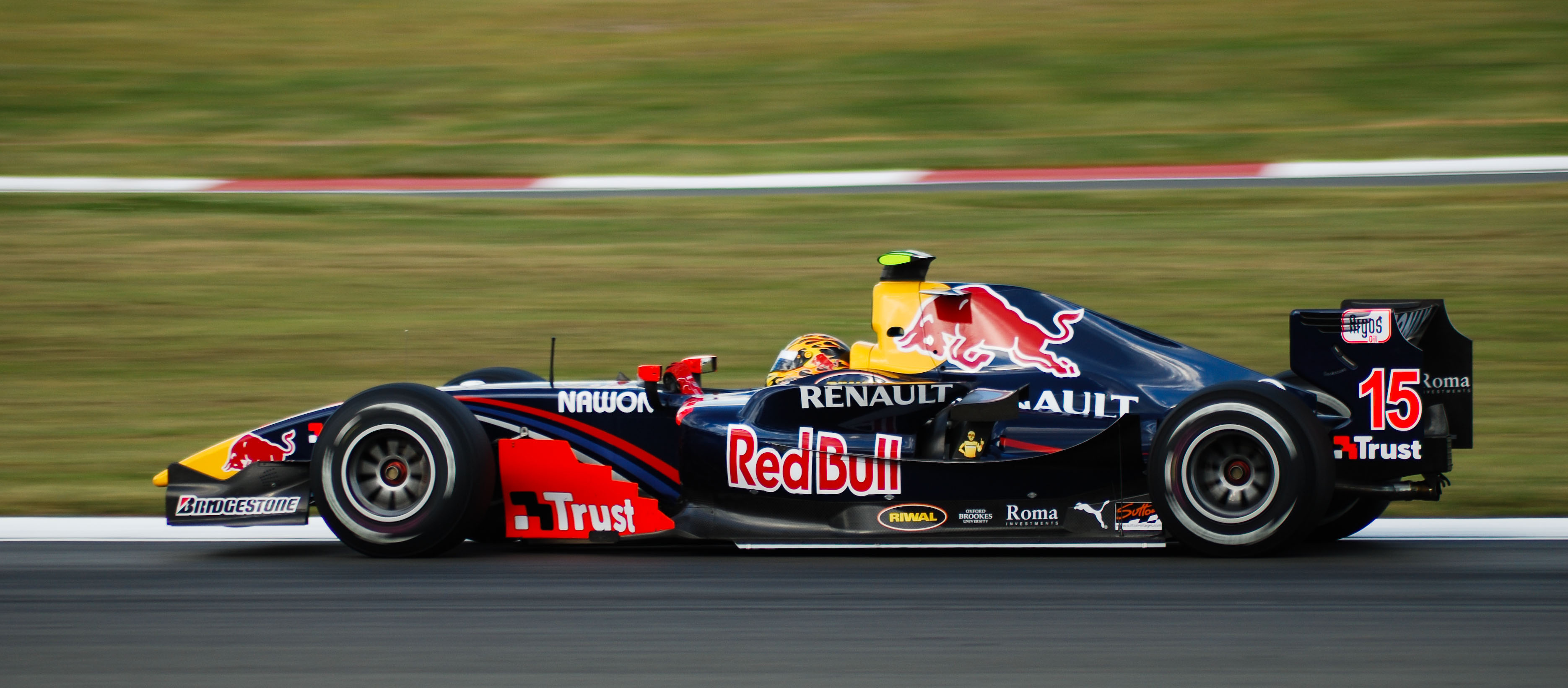
ダラーラ・GP2/08（2008年）
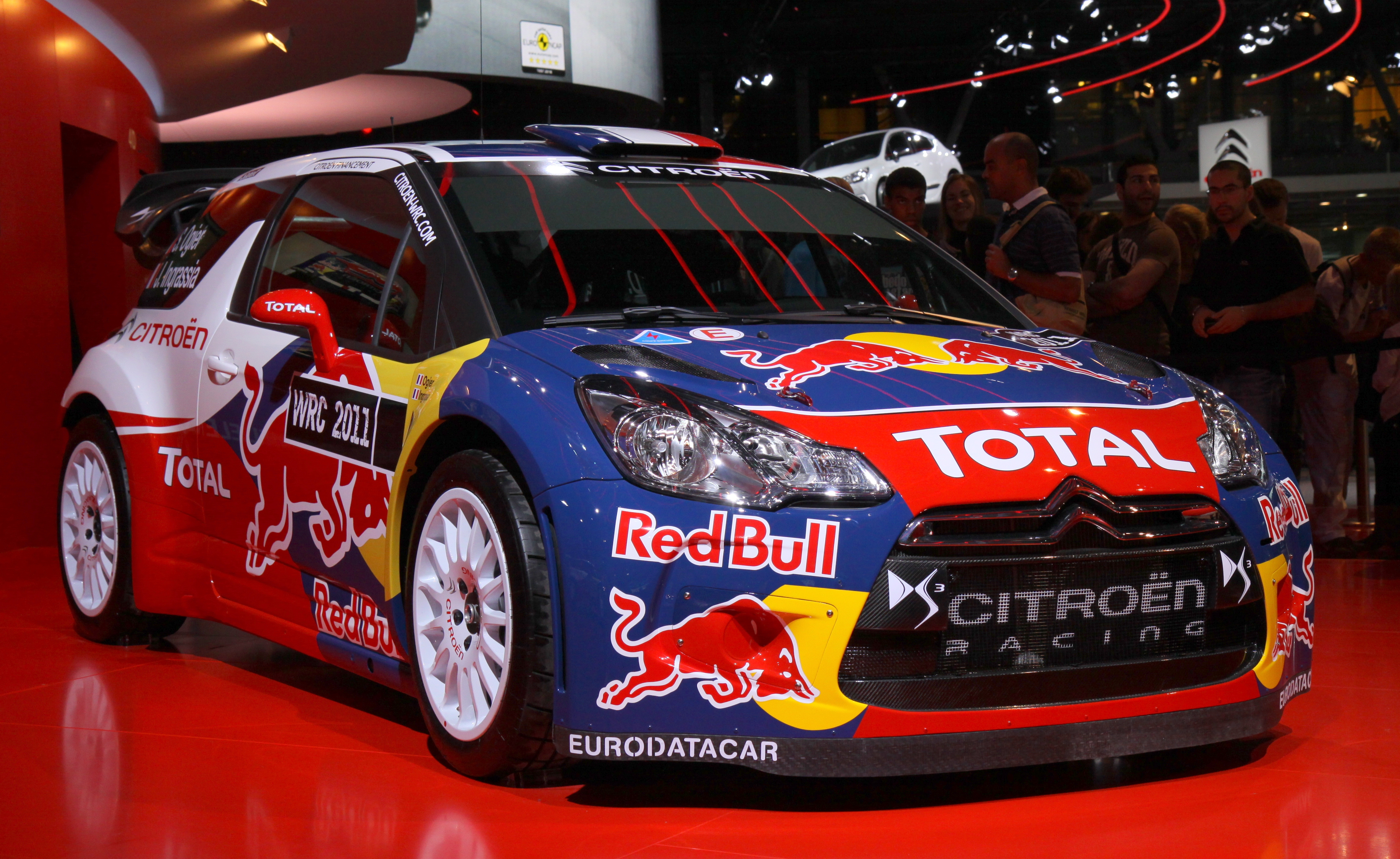
シトロエン・DS3 WRC（2010年）
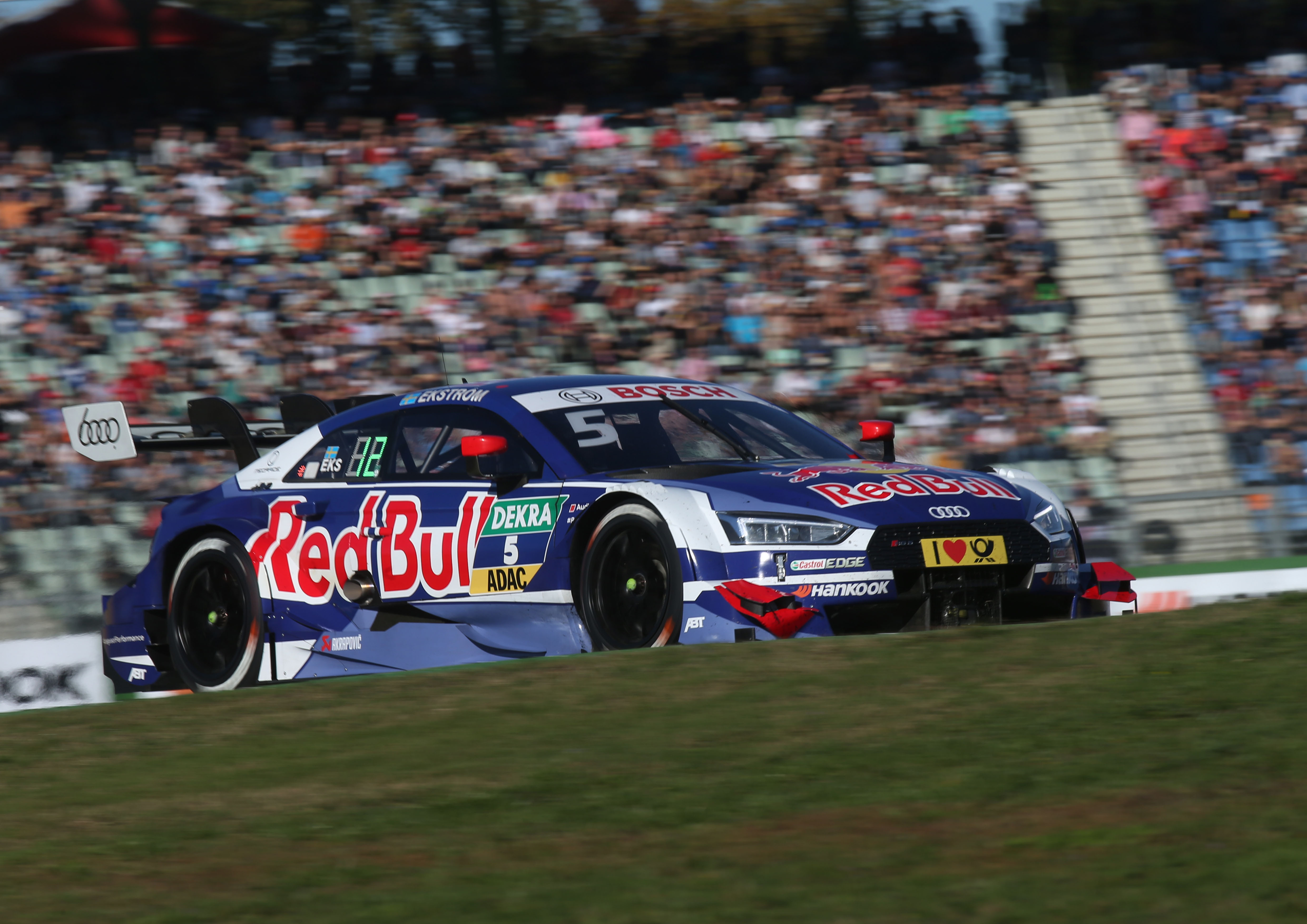
アウディ・RS5 DTM（2017年）
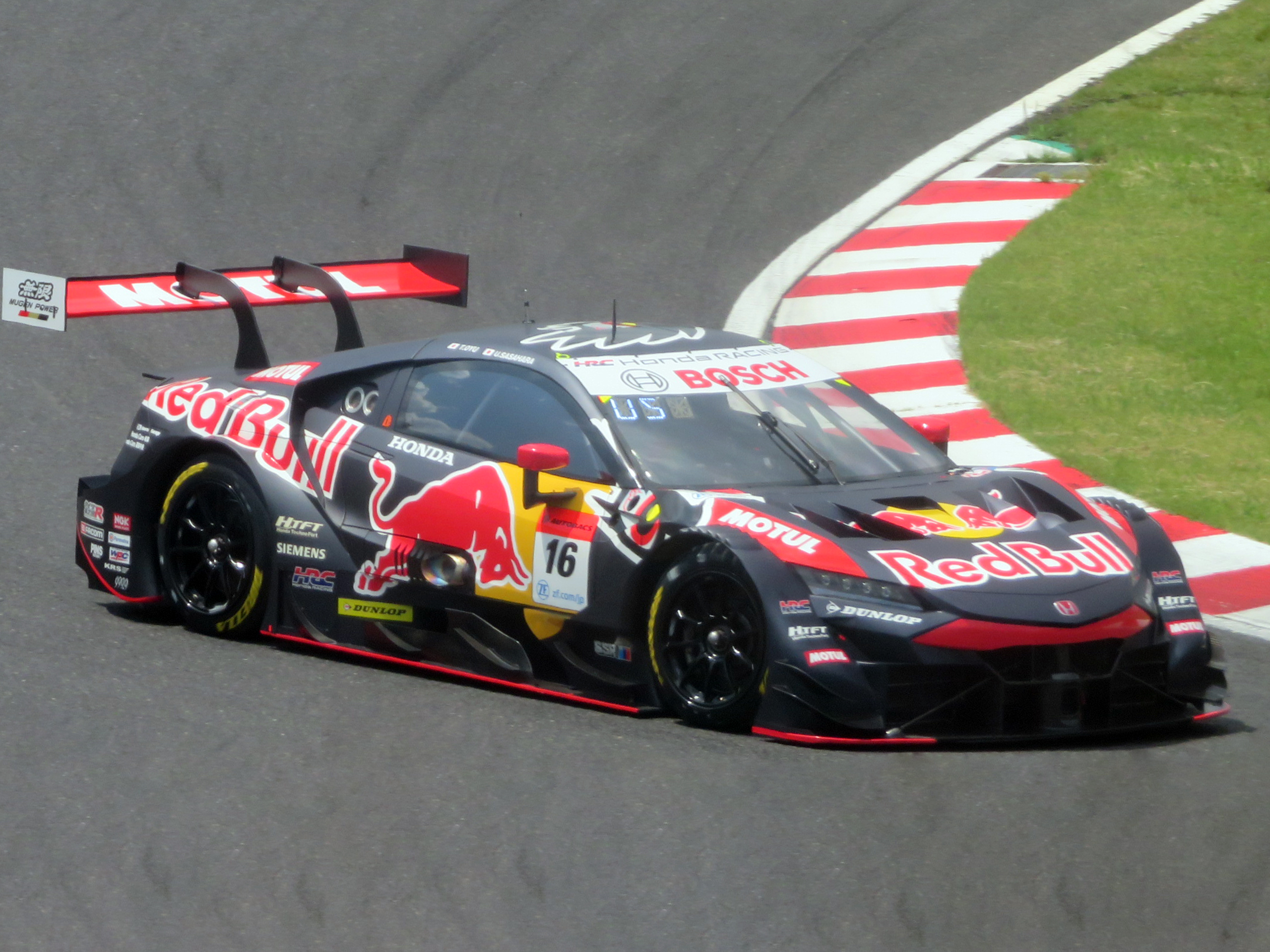
ホンダ・NSX-GT（2022年）
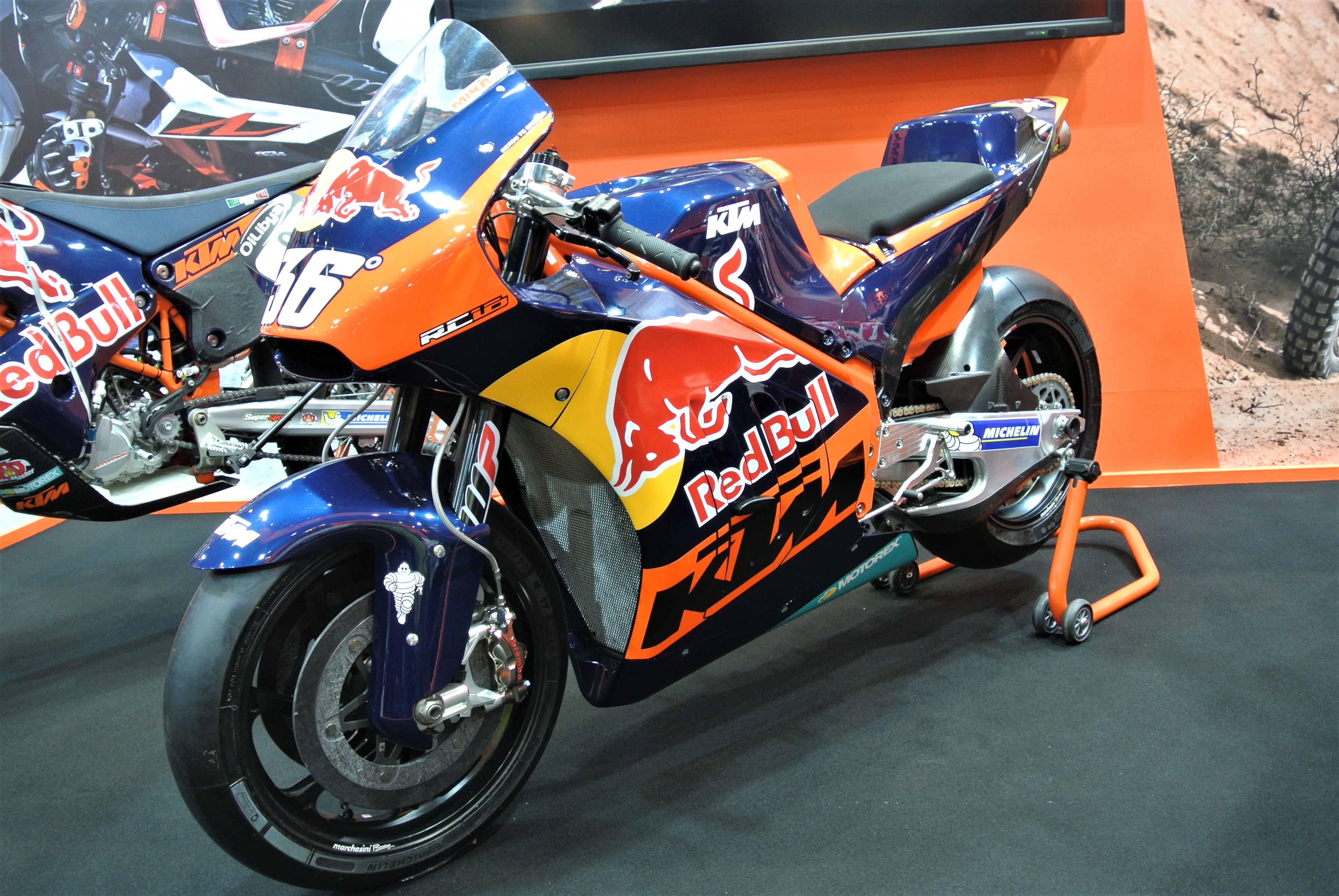
KTM・RC16（2017年）

## オーナーシップ
レッドブルは多くのスポーツチームを買収し、全面的にブランドを変更することで、その存在感を高めてきた。

### モータースポーツ

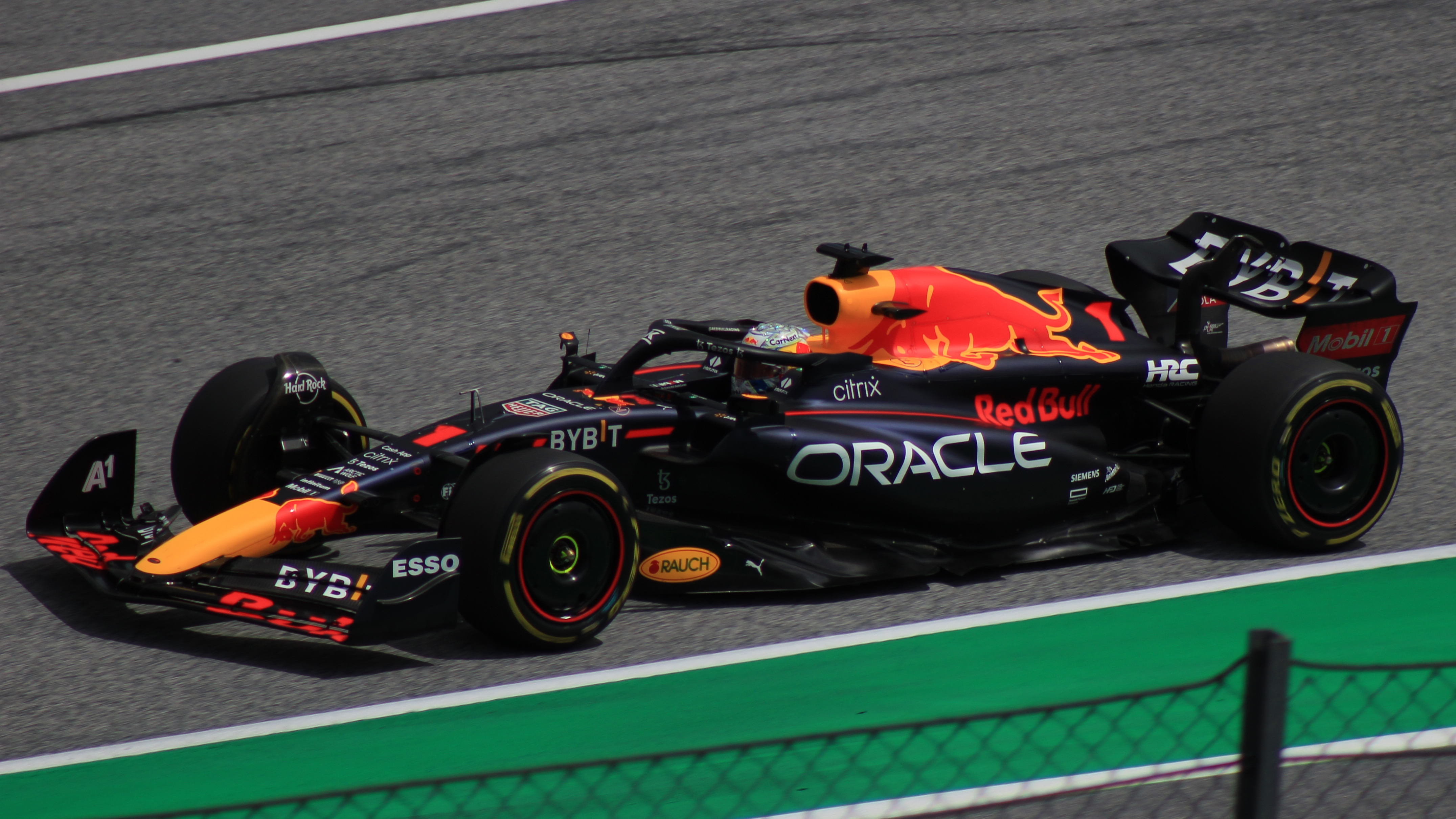
レッドブル・RB18（2022年）

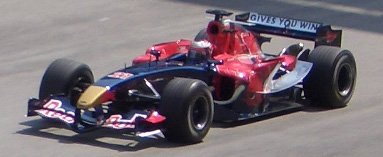
レッドブルは、2006年にミナルディを買収してスクーデリア・トロ・ロッソを設立した。

モータースポーツでは、レッドブル・レーシング（旧ジャガー・レーシング）とRB・フォーミュラワン・チーム（旧ミナルディ→スクーデリア・トロ・ロッソ→スクーデリア・アルファタウリ→ビザ・キャッシュアップ・RB・フォーミュラワン・チーム）を所有している。またレーシングドライバー育成プログラムである、レッドブル・ジュニアチームを運営している。
2006年、NASCARにチーム・レッドブルで参戦を発表。NASCARカップシリーズのロウズ・モーター・スピードウェイでデビューした。しかしチームは2011年12月に閉鎖され、その資産はBKレーシングに買収された。
モーターサイクルでは、レッドブル・KTM・ファクトリーレーシングとレッドブル・ホンダ・ワールドスーパーバイクのタイトルスポンサーであり、レプソル・ホンダのメインスポンサーでもある。

### サッカー

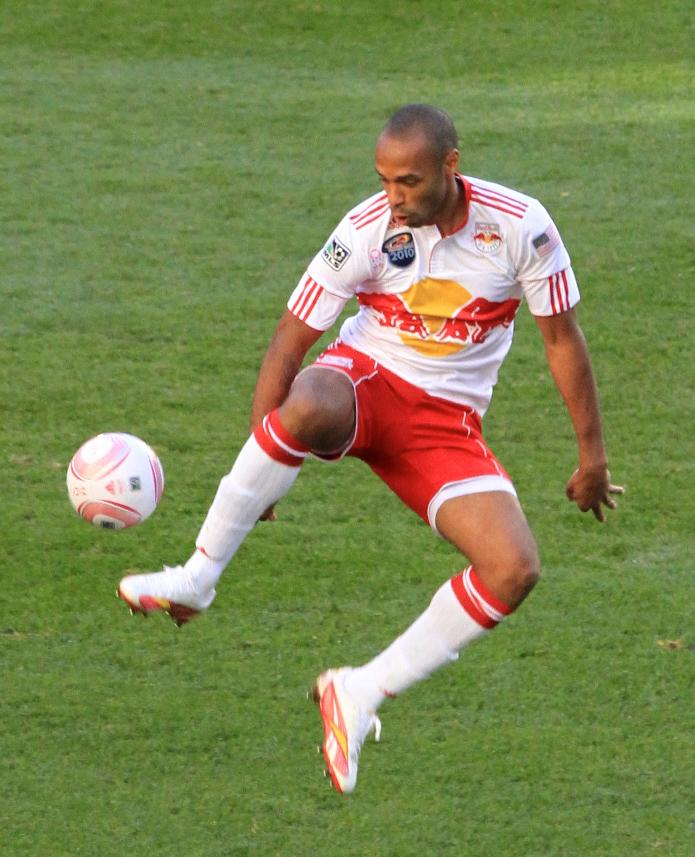
2010年にニューヨーク・レッドブルズが獲得したティエリ・アンリ

レッドブルは、サッカーにも積極的に取り組んでいる。2005年4月6日、レッドブルはオーストリアのクラブ、SVアウストリア・ザルツブルグを買収し、名称をレッドブル・ザルツブルグに変更したが、これはオーストリア国内やヨーロッパ中のサポーターグループから激しい批判を受けた。また、ザルツブルグのセカンドチームであるFCリーフェリングも買収した。
同年にレッドブルは、アンシュッツ・エンターテイメント・グループ（AEG）からメジャーリーグサッカーのメトロスターズを買収し、チーム名をニューヨーク・レッドブルズに変更した。AEGは、メトロスターズ専用のスタジアム建設に着手しようとしていたが、AEGがチームの売却を完了したため、着工が1カ月遅れた。同社はチームの新スタジアム、レッドブル・アリーナの建設費を負担し、2010年3月20日に開幕戦を迎えた。
2007年、レッドブルはサンパウロ州カンピーナスの下位リーグに、レッドブル・ブラジルを設立した。10年後にカンピオナート・ブラジレイロ・セリエAに到達する計画が失敗に終わったため、レッドブル・ブラジルは2019年にセリエBのクルベ・アトレティコ・ブラガンティーノと合弁し、チーム名をレッドブル・ブラガンチーノに変更した。レッドブル・ブラガンチーノは2019シーズンのセリエBのチャンピオンとなり、2020シーズンにセリエAに昇格した。
2009年、ライプツィヒ近郊に本拠地を置くドイツ5部リーグのSSVマルクランシュテットのサッカーライセンスを購入し、2009-10シーズン以降はRBライプツィヒと改称した。なお、ドイツではサッカークラブ名について企業名を入れてはならないルールが存在することから、「レッドブル」という表現を用いず「RB」を「Rasen Ballsport」（「芝生の球技」を意味する造語）の略語としてチーム名に組み込んだ。RBライプツィヒは、10年以内にドイツ1部リーグであるブンデスリーガに到達することを目標としていたが、最終的にこの目標は達成され、RBライプツィヒは7シーズンで4回の昇格を果たし、2016-17シーズンからブンデスリーガで戦い、2017-18シーズンからは、欧州カップ戦であるUEFAチャンピオンズリーグへの出場を果たし、2019-20シーズンはベスト4の成績を収めた。2021-22・2022-23のDFBポカールではクラブ創設初の主要タイトル獲得&連覇を成し遂げた。
Jリーグでは、2015年にセレッソ大阪とスポンサー契約、2022年にセレッソの株の大半を保有するヤンマーとプレミアム・パートナー契約を締結した。両チーム間では、南野拓実がレッドブルザルツブルグに、岡澤昂星がレッドブルブラカンチーノへ移籍し活躍した。
2024年9月には、Jリーグに参加する大宮アルディージャ並びにWEリーグに参加する大宮アルディージャVENTUSを運営する「NTTスポーツコミュニティ」の全株式をNTT東日本から取得。社名を「RB大宮」に変更し、10月より運営開始。男子チームについては2025年度から「RB大宮アルディージャ」のチーム名で戦うが、日本でも企業名をクラブ呼称に直接組み込むことを認めていないことから、RBライプツィヒ同様、「Rasen Ballsport」の略語とした「RB」をクラブ名に冠することとした。

### アイスホッケー
2000年にオーストリア・アイスホッケーリーガのECザルツブルグを買収し、名称をレッドブル・ザルツブルグに変更した。さらに、DELのEHCミュンヘンを買収し、2012年にはチームのタイトルスポンサーとなり、2013年には完全に買収した。

### 音楽産業
様々な音楽関連の活動を通じて、ブランドのプロモーションを行っている。2007年には、自社のレコードレーベル、レッドブル・レコードを立ち上げた。サンタモニカにあるレコーディング施設、Red Bull Studioを運営している。

## メディア
Red Bull Media Houseは、スポーツ、ライフスタイル番組、音楽、ゲームを専門とするメディア企業である。
同社はいくつかの雑誌を発行している。『The Red Bulletin』（ライフスタイル）、『Servus』（食、健康、ガーデニング）、『Terra Mater』（自然、科学、歴史）、『Bergwelten』（アルピニズム）、『Seitenblicke』（セレブリティ）。